# 沼倉紅音
沼倉紅音（ぬまくら あかね、1991年7月1日 - ）は、日本の女優・モデルである。福島県出身。BLOSSOM ENTERTAINMENTに所属。
血液型はB型。身長は166cm、足のサイズは25.5cm。スリーサイズはB78・W58・H86。

## 経歴
- 2004年、舞台「心は孤独なアトム」にて主演・アヤコ役を務める。
- 2006年、スキマスイッチ「ガラナ」のPVにヒロイン役として出演。
- 2008年と2009年に尾崎商事、同じく2009年に明石被服興業、さらに2010年にはTOCみなとみらいショッピングタウン・コレットマーレのオープニングイベントといったショーに出演した。
- 2009年、中村舞子「First Desire feat.HIRO from LGYankees.山猿」のPVに出演。
- 2010年、日本テレビ系ドラマ『まっすぐな男』第3話にモデル役として出演する。
- 2010年3月、ミンティアガール福島県代表となる。また、ミンティアガールトップテンとしても選ばれ、CMなどで中心となって出演。

## 特徴
- 特技はダンス。趣味はダンスの他にオシャレをすることや空の写真を撮って家族に見せることなど。
- 好きなスポーツはバレーボールで、最近はバドミントンにもはまっている。